# Línea 10 (Santa Fe)
Línea 10 es una línea de transporte urbano de pasajeros de la ciudad de Santa Fe, Argentina. El servicio está actualmente operado por la empresa Recreo S.R.L..

## Recorridos

### 10
Servicio diurno y nocturno.
Recorrido: Av. A. del Valle - Larrea - M. Candiotti - J. de la Rosa - Güemes - Padre Genesio - Av. A. del Valle - M. Comas - San Gerónimo - Entre Ríos - 9 de Julio - Mendoza - Rivadavia - Pedro Víttori - J. del Campillo - Av. A. del Valle - J. de la Rosa - Avellaneda - Reg. 12 de Inf. - Belgrano - Pavón- Av. A. del Valle y Los Paraísos (parada).

### Servicio Diferencial
Recorrido: Av. A. del Valle- M. Comas- San Gerónimo; Arturo Illia; 9 de Julio; Mendoza; Rivadavia; Pedro Vittori; Juan del Campillo; Av. Aristóbulo del Valle; Parada. 

### Combinaciones
Con la Línea 16 desde el norte, en Risso y A. del Valle; con la Línea 16 al norte, en A. del Valle y P. Genesio; con la Línea 5 al barrio San Lorenzo, en Plaza del Soldado; con la Línea 5 al barrio San Lorenzo, en 9 de Julio y Gral. López; con la Línea 14 al sur y al norte, en Plaza del Soldado; con la Línea 11 al sur y al norte, en A. del Valle y Castelli.